# Cosina distivena
Cosina distivena är en insektsart som beskrevs av Tim R. New 1985. Cosina distivena ingår i släktet Cosina och familjen myrlejonsländor. Inga underarter finns listade i Catalogue of Life.